# Тролль 2
«Тролль 2» (англ. Troll 2) — фильм ужасов 1990 года, снятый Клаудио Фрагассо под псевдонимом Дрэйк Флойд. В ролях: Майкл Стивенсон (Джошуа), Джордж Харди (Майкл) и Марго Прей (Дайана). Фильм не имеет прямой связи с фильмом Empire Pictures «Тролль». У фильма есть продолжение — «Тролль 3», также известный как «Заражение 7 степени».
Весьма низкобюджетный «Тролль 2» (костюмы гоблинов, разработанные актрисой Лаурой Гемсер, состояли из пластиковых масок) не считается высококачественным фильмом. По состоянию на 15 февраля 2023 года он занимает 30 место в списке 100 худших фильмов IMDb.

## Сюжет
Дедушка Сет читает своему внуку Джошуа сказку про Питера, который повстречал в лесу злых гоблинов. Спасаясь бегством, Питер неудачно упал и потерял сознание, а когда очнулся, увидел перед собой красивую девушку. Та, будучи принявшим человеческий облик гоблином, предложила ему выпить зелёного сока, от которого Питер превратился в получеловека-полурастение (любимую еду гоблинов) и был съеден. В конце сказки дед заявляет внуку, что гоблины существуют на самом деле. После этого в комнату входит Дайана, мать Джошуа, и дед исчезает. Оказывается, Сет умер полгода назад, но с тех пор мальчик продолжает регулярно видеть его призрак.
Тем же вечером выясняется, что на следующий день всё семейство Уэйтсов (Дайана, её муж Майкл, Джошуа и его сестра-тинейджер Холли) собирается отправиться в фермерский посёлок под названием Нилбог, где планирует провести отпуск вдали от цивилизации. Ночью в окно к Холли залезает её бойфренд Элайес, и та ставит ему в упрёк, что он слишком много времени проводит с тремя своими друзьями — Арнольдом, Дрю и Эллиоттом. В итоге Холли требует от Элайса сделать выбор между ней или приятелями. Элайес обещает поехать в Нилбог вместе с Холли, но наутро не появляется.
Утром Уэйтсы отправляются в дорогу. Элайес, не захотевший бросать друзей, выезжает в Нилбог раньше — в собственном фургоне. Заснув в машине, Джошуа видит кошмар, как его родные превращаются в гоблинов и хотят его съесть. Проснувшись, Джошуа также видит на обочине призрак Сета, который просит его остановить родителей и не ехать в Нилбог, мотивируя тем, что это плохое место. Позже Холли замечает фургон Элайеса и его друзей, что приводит её в бешенство.
Приехав на ферму Презентсов, с которыми семья должна была поменяться домами на время отдыха, Джошуа замечает, что хозяева как и все жители ведут себя странно, к тому же все имеют шрамы в виде листка клевера. В доме Уэйтсы находят оставленное Презентсами на столе зелёное угощение, но появившийся призрак деда убеждает Джошуа не есть эту еду и отговорить родственников во избежание повторения судьбы Питера из сказки. Джошуа не находит иного способа это сделать кроме как обмочить весь обед, после чего отец его наказывает. Впоследствии дед объявляется в зеркале в комнате Холли и продолжает просить Джошуа, чтобы тот убедил родителей уехать из Нилбога, поясняя, что посёлок является королевством гоблинов.
Прогуливаясь вокруг остановившегося на окраине Нилбога фургона, Арнольд замечает бегущую лесом испуганную девушку, догоняет её и узнаёт, что та спасается от гоблинов. Пытаясь защитить её от них, Арнольд получает ранение копьём. Убегая, парочка прячется в доме, хозяйкой которого оказывается эксцентричная Криденс из рода друидов, предлагающая обоим некий целебный растительный отвар. Выпив его, девушка становится растительной пищей для гоблинов, а Арнольд оказывается парализован и позже превращается в получеловека-полудерево.
Затем в Нилбог за едой отправляется Дрю. На дороге он встречает местного шерифа, который угощает его зелёным гамбургером, от которого Дрю вскоре становится плохо, и подвозит до магазина, где не оказывается никаких продуктов кроме бесплатного прокисшего молока. На выходе из магазина Дрю узнаёт от местных, что Арнольд ждёт его в доме Криденс. Добравшись туда, Дрю видит превратившегося в дерево Арнольда и пытается вытащить его из дома, однако объявившаяся Криденс (королева гоблинов) не даёт ему это сделать. Впоследствии Криденс распиливает дерево-Арнольда бензопилой и делает из него зелёный сок для Дрю.
Проблемы с едой также начинаются и у Уэйтсов. Отправившись с отцом в магазин, Джошуа видит дорожный указатель «Нилбог» в зеркале заднего вида припаркованной машины и понимает, что это слово, прочтённое наоборот, означает «Гоблин». Катаясь по городу на скейте, Джошуа забирается в амбар, где становится свидетелем тайного собрания местных жителей (гоблинов в человеческом обличии), среди которых он замечает и не уехавших в город Презентсов. Собрание возглавляет мэр Нилбога Беллс, произносящий речи с проклятиями в адрес животной пищи и призывающий к вегетарианству. Джошуа ловят на собрании и пытаются насильно накормить нилбогским мороженым, но его спасает услышавший крики сына Майкл.
По дороге обратно к дому Майкл замечает Холли, пришедшую к фургону Элайеса и выясняющую с ним отношения. Забрав обоих с собой, он приезжает на ферму и видит, что местные жители устроили в их честь праздник в качестве извинения за случившееся в амбаре недоразумение. Джошуа умоляет отца не верить нилбогцам и не притрагиваться к тортам и пирожным, однако Майкл отправляет его к себе в комнату. Там Джошуа пытается вызвать в зеркале дух деда, но вместо этого из зеркала выпрыгивает гоблин-Криденс. Материализовавшийся дед спасает Джошуа, отрубив Криденс руку и изгнав её обратно в зеркало. Дед также вручает внуку бутылку с бензином, чтобы тот поджёг дом, однако на улице её отбирает у Джошуа мэр Нилбога. Мэр также пытается изгнать духа деда обратно на тот свет, но перед этим дед успевает молнией поджечь бутылку в руках мэра. Увидев горящего мэра, Майкл вместе со всеми выбегает из дома и тушит лежащее тело огнетушителем, но после этого видит, что мёртвое тело принадлежит не человеку, а гоблину.
Тем временем Криденс с помощью магии друидов регенерирует себе руку и превращается в красотку, после чего приходит к фургону с оставшимся там Эллиоттом. Соблазнив его, она скармливает ему принесённый с собой початок кукурузы, планируя насмерть завалить его попкорном.
Уэйтсы закрываются от жителей-гоблинов в доме. Вечером окружившие дом нилбогцы выдвигают Уэйтсам ультиматум: или они съедят принесённую им еду, или будут убиты. Семейство решает устроить спиритический сеанс, чтобы вызвать дух деда-помощника. Дух сообщает, что для того, чтобы остановить зло, нужно разрушить волшебный камень Стоунхенджа, дающий силу гоблинам. В ходе сеанса Джошуа мистическим образом исчезает, перенесясь в дом Криденс, в это же время остальные гоблины врываются в дом, и Уэйтсы с Элайесом укрываются от них на втором этаже. У Криденс Джошуа встречает деда, который даёт ему сумку с указанием использовать то, что в ней находится, лишь в крайнем случае. Затем оба находят камень Стоунхенджа. Положив на него ладони, им удаётся пошатнуть магию гоблинов, успев спасти Эллиотта и Уэйтсов.
После этого дед исчезает навсегда, а Джошуа хватают гоблины, бросившие Уэйтсов и пришедшие на подмогу Криденс. В дедовской сумке Джошуа находит гамбургер и съедает его, чем приводит гоблинов-вегетарианцев в ужас. В дом Криденс приезжают Уэйтсы и Элайес, которых привёл туда голос Сета. Все пятеро кладут руки на камень, и, сконцентрировавшись, разрушают магию друидов, в процессе чего Криденс и её гоблины погибают.
Уэйтсы возвращаются в город, после чего Майкл отправляется на работу, а Элайес к себе домой вместе с Холли. Джошуа поднимается в свою комнату. Услышав голос из-за двери, он идёт искать мать, и находит её, превратившуюся в зелёную жижу и поедаемую гоблинами.